# BMW Serie 02
La Serie 02 de BMW fue una gama de coches compactos producidos por el fabricante alemán BMW entre 1966 y 1977, basados en una versión reducida de la serie BMW Neue Klasse.
La primera Serie 02 producida fue la 1600-2 (posteriormente rebautizada 1602) en 1966. En 1975, la Serie 02 fue sustituida por la Serie 3 E21 (excepto el modelo 1502, que continuó hasta 1977).

## Descripción general
El 1600-2, como se denominó a la primera "Serie 02" de BMW, fue un BMW de nivel de entrada, y era más pequeño, menos caro y menos equipado que el BMW Neue Klasse en el que se basaba. El director de diseño de BMW, Wilhelm Hofmeister, asignó el proyecto de dos puertas a los diseñadores Georg Bertram y Manfred Rennen. Con una distancia entre ejes 5 cm menor y una longitud unos 25 cm menor, principalmente gracias al acortamiento de la cubierta trasera, el menor peso del dos puertas lo hacía más adecuado que el sedán original para fines deportivos. Como resultado, el sedán de dos puertas se convirtió en la base de la deportiva del Serie 02.
A partir de 1967, Karosserie Baur fabricó un descapotable basado en la carrocería 02. El diseño original era un descapotable completo; después de 1971, se sustituyó por un modelo con techo tipo targa y marcos de ventanillas fijos denominado "cabriolet superior". A partir de la carrocería 02 se desarrolló un compacto, denominado modelo Touring, que estuvo disponible a partir de 1971. Sólo se vendieron 25.827 modelos Touring antes de que se dejara de fabricar este estilo de carrocería en 1974.
En el Salón del Automóvil de París de 1969, BMW presentó un fastback 2002 GT4 concept car. Este modelo nunca llegó a producción.

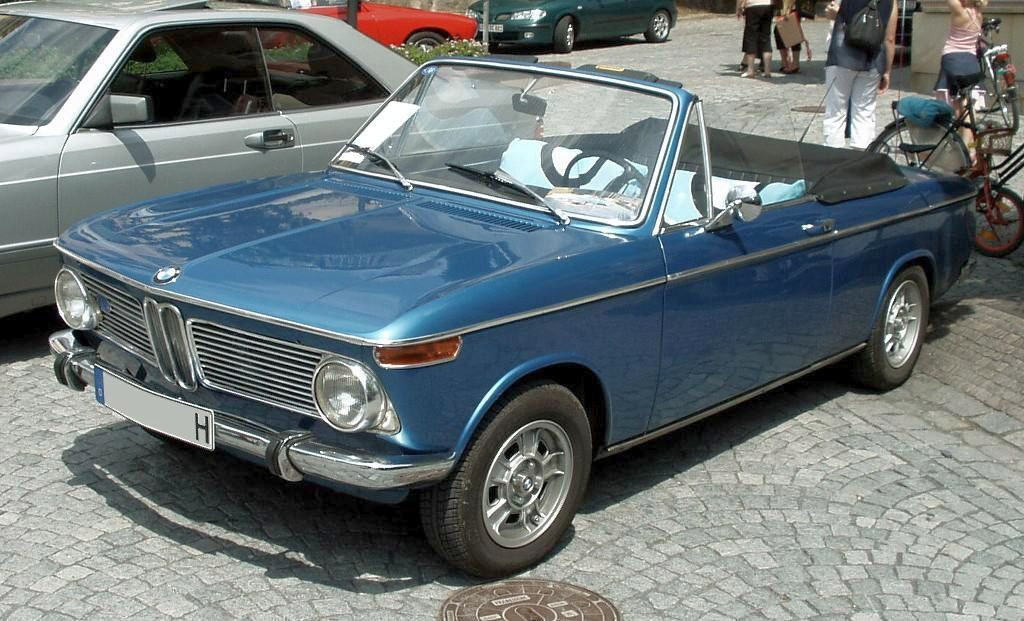
BMW 1600 Cabriolet
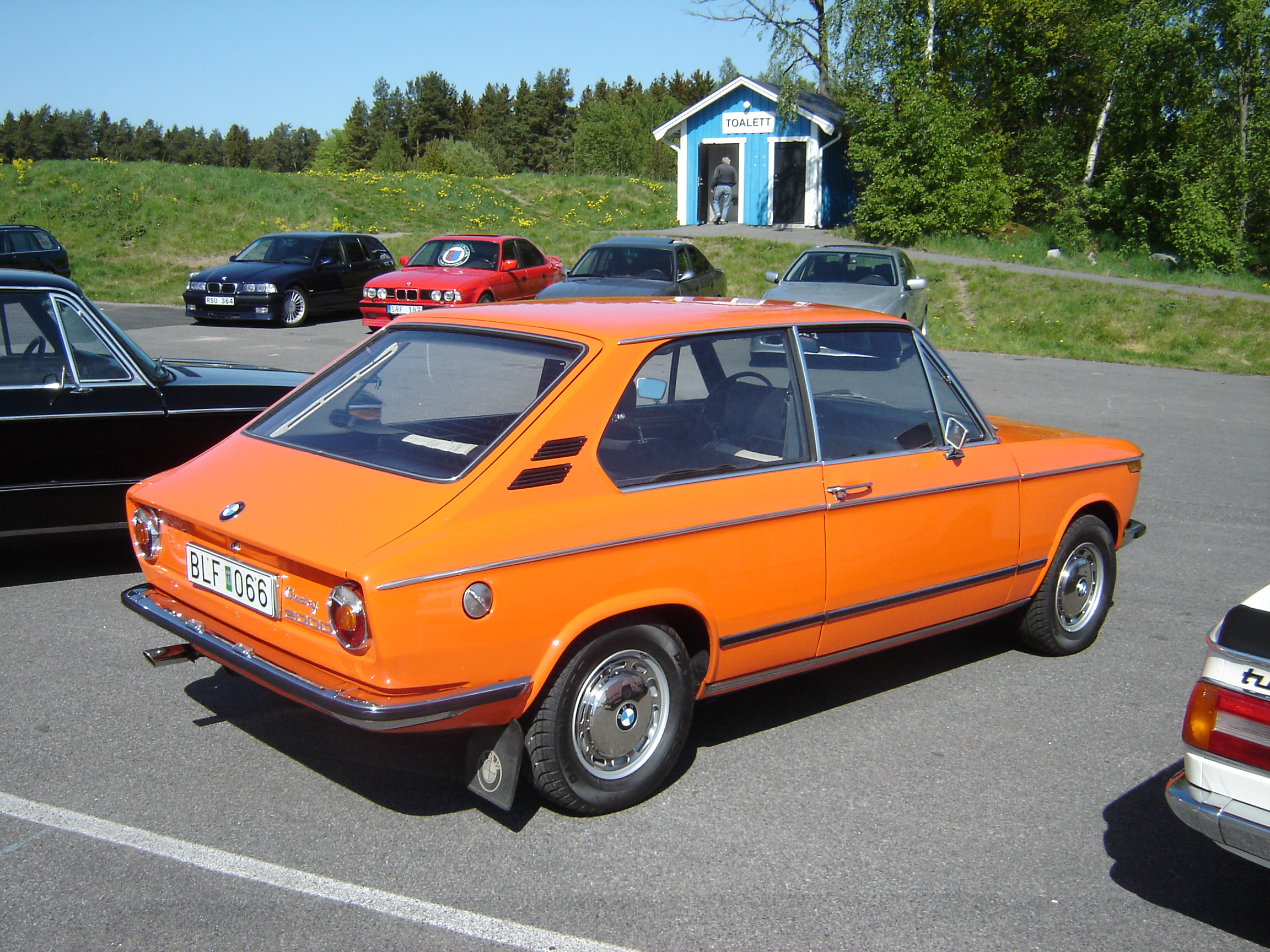
BMW 2000 Touring

## 1600-2 / 1602
El 1600-2 (el "-2" significa "2 puertas") debutó en el Salón del Automóvil de Ginebra en marzo de 1966 y se vendió hasta 1975, simplificándose la denominación a "1602" en 1971. El distintivo del 1600-2 rezaba simplemente "1600". El motor 1.6 L M10 producía 85 caballos de vapor (63 kW; 84 HP) a 5.700 rpm y 130 N·m (95,9 lb·pie) a 3.500 rpm. En 1968, Road & Track declaró que el 1600 de 2676 dólares era "un gran automóvil para su precio".
En septiembre de 1967 se introdujo una versión de alto rendimiento, el 1600 TI. Con una relación de compresión de 9,5:1 y el sistema de carburador de tiro lateral Solex PHH doble del 1800 TI, el 1600 TI producía 105 caballos de vapor (77 kW; 105 CV) a 6.000 rpm. El peso en orden de marcha de la 1600 TI es de 960 kg (2116 lb). Una vez que llegó la 2002, la 1600 TI se dejó de fabricar inmediatamente.
El 1600 TI no se vendió en Estados Unidos, ya que no cumplía las normas de emisiones.
También se presentó en septiembre de 1967 un cabriolet de producción limitada, que sería fabricado por Baur desde 1967 hasta 1971. Un hatchback 1600 Touring se introdujo en 1971, pero se dejó de fabricar en 1972.

## 2002

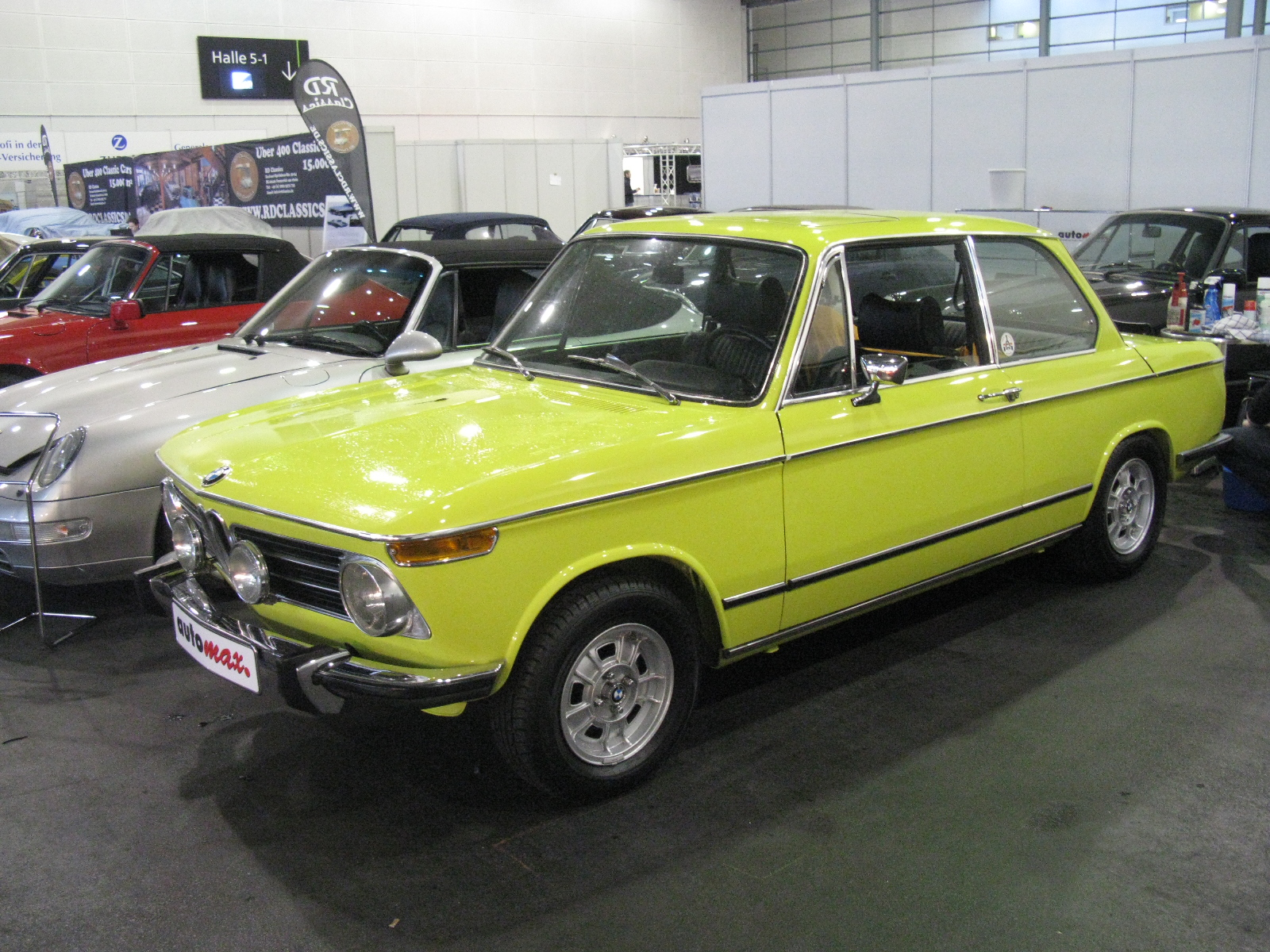
BMW 2002 tii

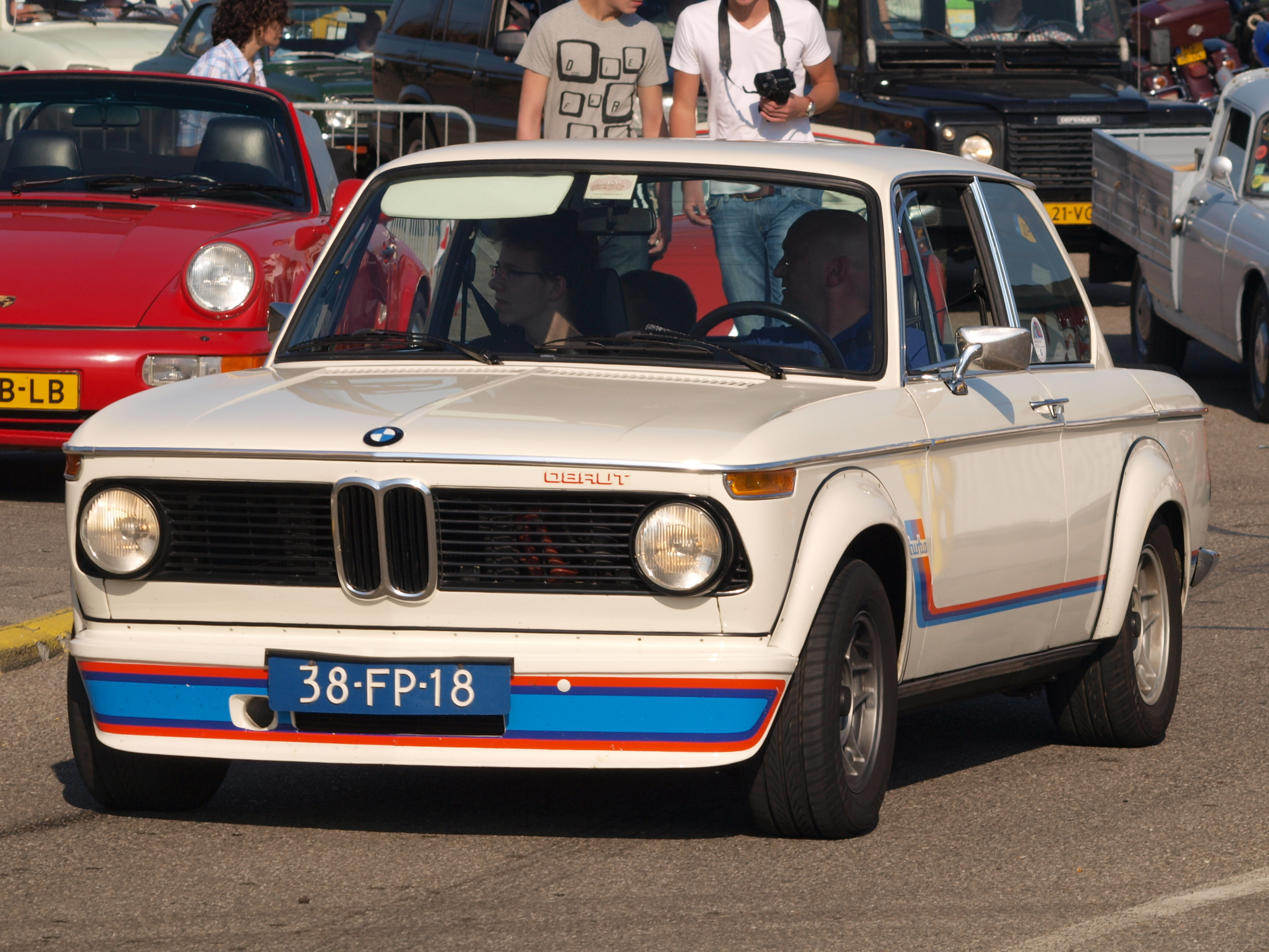
BMW 2002 Turbo

Helmut Werner Bönsch, director de planificación de productos de BMW, y Alex von Falkenhausen, diseñador del motor M10, tenían cada uno un motor de dos litros instalado en un 1600-2 para sus respectivos usos personales. Cuando se dieron cuenta de que ambos habían realizado la misma modificación en sus propios coches, prepararon una propuesta conjunta a la junta directiva de BMW para fabricar una versión de dos litros del 1600-2. Al mismo tiempo, el importador estadounidense Max Hoffman pedía a BMW una versión deportiva de la serie 02 que pudiera venderse en Estados Unidos.
Al igual que en los modelos coupé y sedán de 4 puertas, el motor 2.0 se vendía en dos versiones: el 2002 básico de un solo carburador que producía 100 caballos de vapor (74 kW; 100 CV) y el 2002 ti de alta compresión y doble carburador que producía 120 caballos de vapor (88 kW; 120 CV). El 2002 automático, con el motor de base y una transmisión automática ZF 3HP12 de 3 velocidades, estuvo disponible en 1969.
En 1971, el cabriolet Baur pasó del motor 1.6 L al motor 2.0 L para convertirse en el 2002 TopCabriolet, un cabrio con una gran barra antivuelco y marcos de ventanillas fijos que siguió estando disponible hasta bien entrado 1975. En 1978, Baur presentó también una versión TopCabriolet de la serie 3 posterior. La versión Touring de la serie 02 estuvo disponible con todas las cilindradas de la época, incluido el 2002 tii (del que sólo se fabricaron 422 ejemplares) como sustituto del 2002 ti. El Tii 2002 utilizaba el motor de inyección 130 caballos de vapor (96 kW; 130 CV) del tii 2000, lo que le permitía alcanzar una velocidad máxima de 185 km/h (115 mph). El modelo tii Touring 2002 estuvo disponible durante toda la carrera del motor tii y la carrocería Touring, terminaron su producción en 1974.
El 2002 turbo (E20) se presentó en el 1973 Salón del Automóvil de Fráncfort. Fue el primer coche turboalimentado de producción de Europa y de BMW. Producía 170 caballos de vapor (125 kW; 170 CV) a 5.800 rpm, con 240 N·m (177 lb·pie) de par motor. El coche alcanzaba una velocidad máxima de 211 km/h. El 2002 Turbo utilizaba el motor tii 2002 con un turbocompresor twin-scroll de 0,55 Bar desarrollado junto con KK&K.
La culata era una versión modificada del diseño "121TI" (utilizado en los 2002 de 1972 y anteriores) con cámaras de combustión más grandes para proporcionar una relación de compresión de 6,9:1, con el fin de evitar el ruido del motor. Se utilizó una versión de la inyección mecánica de combustible Kugelfischer con función integrada de enriquecimiento de sobrealimentación y compensación de altitud. El coche tenía un radiador más grande y un radiador de aceite de serie, los frenos delanteros eran un derivado ventilado del freno Tii y los tambores traseros eran un diseño de 250 mm que más tarde aparecería en la serie 3 E21. La caja de cambios era una Getrag 232 reforzada de 4 velocidades (exclusiva del turbo 2002) o la Getrag 235/5 de 5 velocidades de relación cerrada (que también era opcional en el tii 2002), que conducía a través de un diferencial de deslizamiento limitado de 3,36:1 a llantas de acero 5.5J13 de diseño similar a las que aparecerían más tarde en el E21. El interior incorporaba un grupo de instrumentos adicional para el indicador de presión y el reloj, además de un panel de instrumentos rojo con velocímetro de 240 km/h, asientos deportivos y volante. La carrocería de acero presentaba un panel frontal diferente con aberturas adicionales para el soporte de remolque y la toma de aire, y los pasos de rueda delanteros y traseros se habían recortado para permitir el montaje de ruedas más anchas. Estos cambios en la carrocería están revestidos con extensiones de fibra de vidrio en los pasos de rueda y un deflector de aire delantero, todo ello atornillado a la carrocería, además de un alerón trasero de goma en la tapa del maletero. Había dos colores estándar disponibles: blanco y plateado - y los coches llevaban franjas del esquema de colores de BMW Motorsport en los laterales y en el guardabarros delantero. El 2002 Turbo se presentó justo antes de la crisis del petróleo de 1973, por lo que sólo se construyeron 1.672 unidades, como BMW ha dicho desde entonces "BMW había construido un coche que contradecía el espíritu de la época como ningún automóvil antes".

## 1802

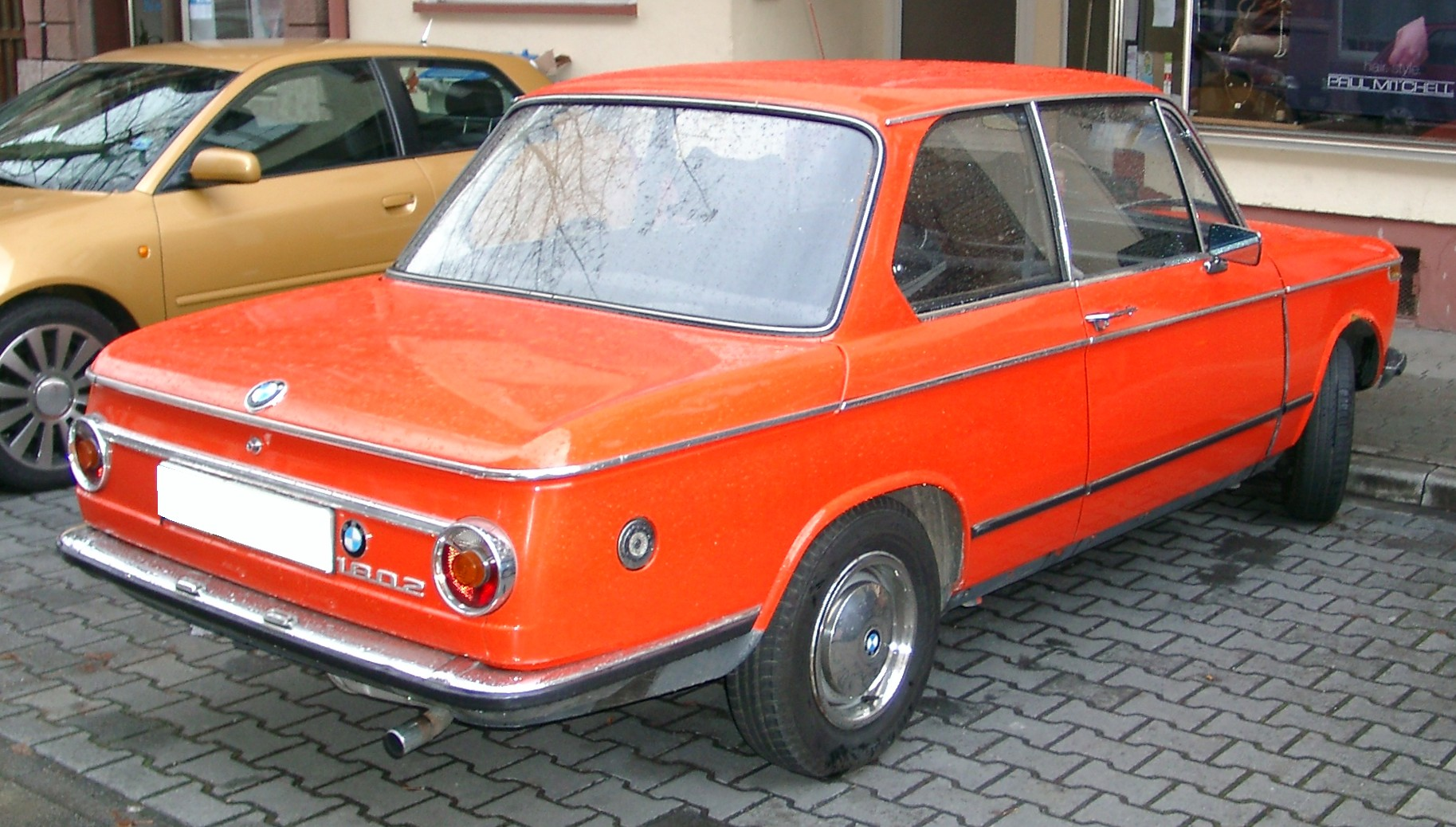
BMW 1802

El 1802 se introdujo en 1971 y estaba disponible con la carrocería sedán original de dos puertas o con la Touring hatchback de tres puertas introducida ese año. La potencia del motor de 1,8 litros es de 90 caballos de vapor (66 kW; 90 CV) a 5250 rpm. La producción del modelo Touring continuó hasta 1974, con el sedán 1802 terminando la producción al año siguiente.

## 1502
El 1502, un modelo económico con un motor de 1573 cc de cilindrada como el 1602, pero con una potencia inferior de 75 caballos de vapor (55 kW; 74 HP), se introdujo en 1975. Este motor tenía una relación de compresión inferior de 8,0:1, por lo que podía utilizarse gasolina de octanaje estándar. Mientras que el resto de la Serie 02 fue sustituida en 1975 por el Serie 3 E21, el 1502 continuó hasta 1977.

## Cambios de año modelo

### 1968 Enero
La producción del BMW 2002 (fuera de EE. UU.) comienza con el VIN 1650001.

### 1968 Febrero
La producción específica del 2002 en EE. UU. comienza con el VIN 1660001. Algunos de los primeros modelos de producción se montaron el otoño anterior para las pruebas de emisiones y como coches de reserva para la prensa.  Aproximadamente 2.850 se construyeron al final de la producción del año modelo en septiembre de 1968. Estos modelos cumplían las normativas del Departamento de Transporte y de la Agencia de Protección del Medio Ambiente vigentes a partir del 1 de enero de 1968.

### Facelift de 1971
En 1971, la Serie 02 recibió un lavado de cara. La carrocería de 3 puertas "Touring" (inicialmente denominada "2000") y el modelo 1802 se introdujeron como parte del lavado de cara, y el 2002ti fue sustituido por el 2002tii. Otros cambios fueron los parachoques envolventes de todos los modelos, un cuadro de instrumentos de dos piezas y nuevos asientos.

### 1973

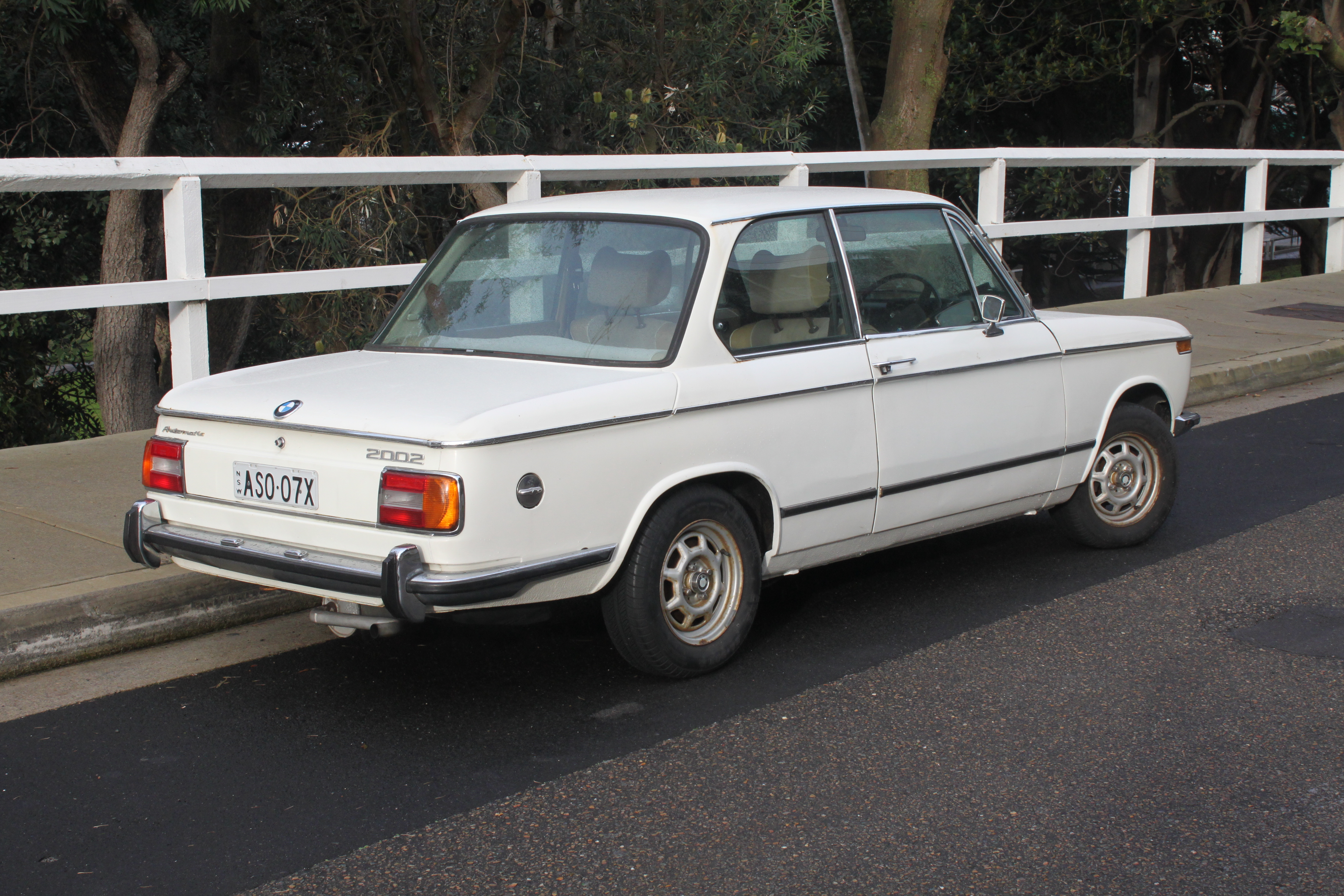
Lavado de cara: 2002 automático

Cambios en el acabado exterior, incluyendo luces traseras revisadas (excepto para los modelos Touring y en los Estados Unidos, que mantuvieron las luces traseras redondas, los modelos estadounidenses recibieron las revisiones para el año modelo 1974), parrilla y riñones.

### 1975
Se introduce el 1502 como modelo base.

## Modelos especiales

### 2002 ti Diana
Para celebrar la boda del piloto Hubert Hahne con Diana Körner, se construyeron doce modelos ti 2002 personalizados con cambios que incluían faros dobles (del 2800 CS) un interior de cuero y llantas de aluminio italianas. Cada uno de los doce coches se pintó de un color diferente. Sólo se conocen cuatro ti Diana 2002 restantes.

### 1602 Elektro

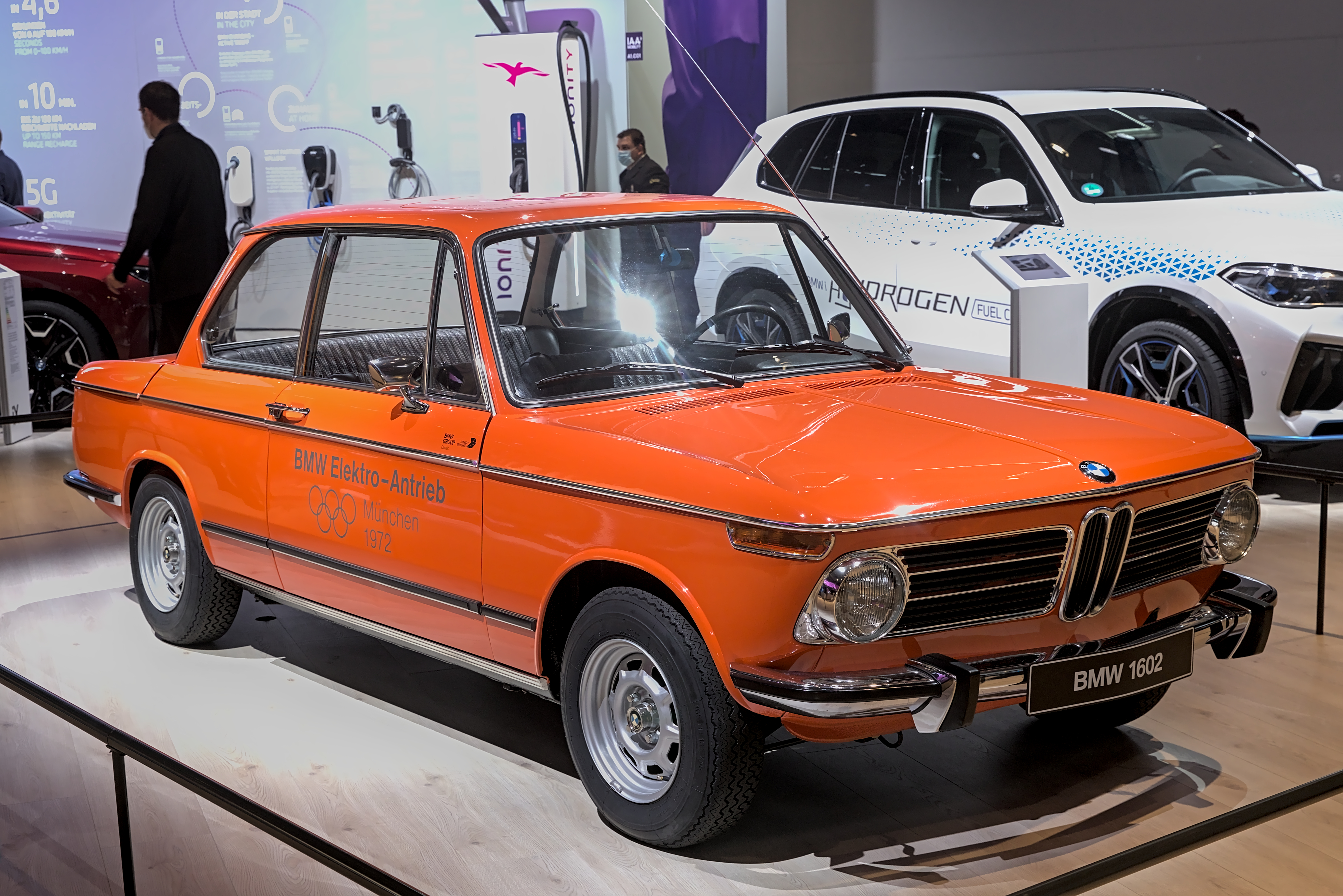
BMW 1602 Elektro

Para los Juegos Olímpicos de 1972 en Múnich, Alemania, BMW desarrolló el vehículo conceptual de propulsión eléctrica "1602 Elektro", su primer coche eléctrico. Se fabricaron dos vehículos que, además de transportar a personalidades, sirvieron como vehículo de apoyo de los marchadores y maratonianos durante los juegos. El paquete de 350 kg (772 lb) doce baterías de plomo-ácido (situadas bajo el capó) proporcionaba una autonomía aproximada de 30 km (18,6 mi).

### 2002 GT4
Se desarrolló una carrocería coupé especial diseñada por Frua sobre la base de un 2002 Ti. Sólo se produjeron dos en 1969 o en 1970.

## En Uruguay

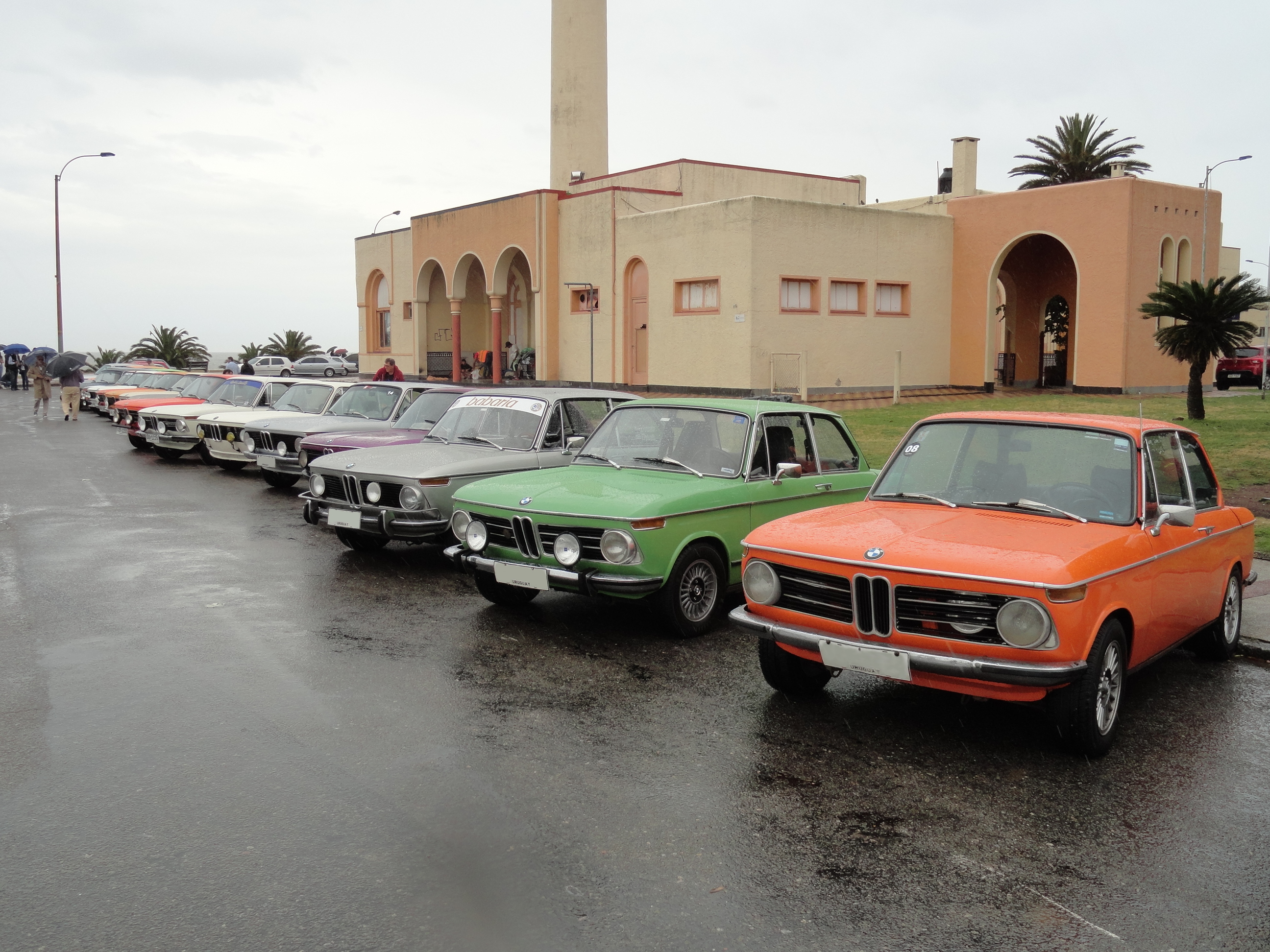
Encuentro por el 50º aniversario del BMW 2002 en Uruguay

El 1600 y 2002 se ensamblaron en Uruguay bajo licencia por Convex, del empresario español José Arijón.

## Competición
Según la base de datos Racing Sportscars, el BMW 2002 se utilizó en competición automovilística de 1968 a 1986, y que se inscribieron 2002 en 600 eventos. Hubo 2.449 coches inscritos en estos 600 eventos, con 1.520 llegadas a meta y 707 abandonos (un ratio de llegadas a meta del 68%). El total de victorias en eventos fue de 50 (con 53 victorias de clase adicionales), 57 segundos puestos y 62 terceros puestos.
Dieter Quester & Hubert Hahne ganaron la Carrera Europea de Turismos (ETCC) de junio de 1969 en Brand's Hatch, Kent, Reino Unido con un BMW 2002 TiK (el coche de turismo 2002 turboalimentado de ~250CV desarrollado en fábrica).
El BMW 2002 compitió en las Trans Am Series en la categoría de menos de dos litros, aunque tuvo poco éxito ya que la categoría estaba dominada por Alfa Romeo, Porsche y Datsun. En la época dorada de la Trans Am (1966-1972), BMW sólo consiguió dos victorias (Bryar y Bridgehampton en 1970).
Hans-Joachim Stuck y Clemens Schickentanz ganaron las 24 horas de Nürburgring inaugurales de 1970 conduciendo un 2002.
Achim Warnbold, en equipo con Jean Todt, ganó el Rally de Austria de 1973, novena prueba de la temporada inaugural del Campeonato del Mundo de Rallyes, con un 2002 Tii.
En Uruguay, el 2002 triunfó en el Gran Premio 19 Capitales de 1971 y 1973, y en las 6 Horas de El Pinar de 1972.